# بيضان (محافظة بني حسن)
بيضان مركز من مراكز محافظة بني حسن إحدى محافظات منطقة الباحة في المملكة العربية السعودية، وسكانه من قبيلة زهران وتبعد عن الباحة 10 كم.

## المناخ
في الصيف معتدل وفي الشتاء شديدة البرودة، حيث يغطي الضباب معظم أنحاء المحافظة أغلب أيام وشهور الشتاء.